# William Luther Hill

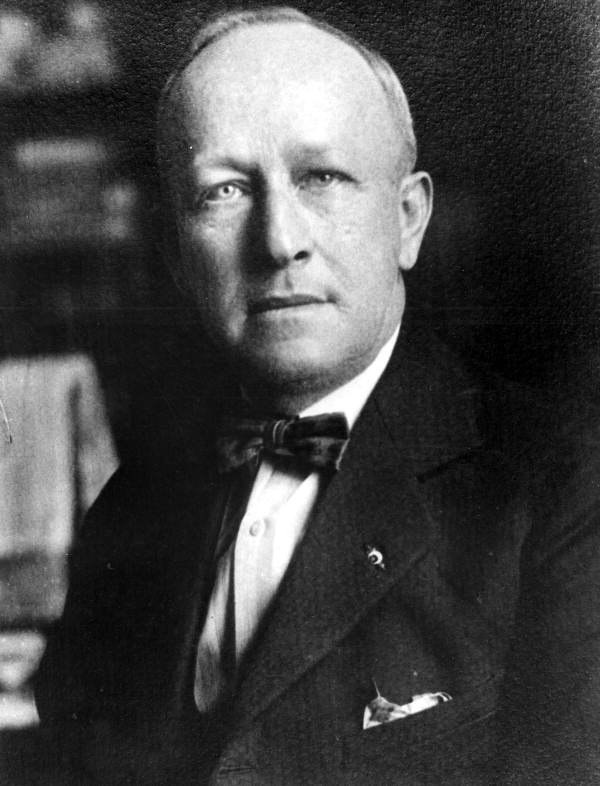
William Luther Hill

William Luther Hill (* 17. Oktober 1873 in Gainesville, Florida; † 5. Januar 1951 ebenda) war ein US-amerikanischer Politiker (Demokratische Partei), der den Bundesstaat Florida für kurze Zeit im US-Senat vertrat.
William Luther Hill wurde auf privaten und öffentlichen Schulen sowie dem East Florida Seminary in seiner Heimatstadt Gainesville ausgebildet. Beruflich tendierte er zunächst zum Bank- und zum Versicherungsgewerbe, ehe er 1914 seinen juristischen Abschluss am Law College der University of Florida machte. Im selben Jahr wurde er in die Anwaltskammer aufgenommen und begann als Jurist in Gainesville zu praktizieren.
Von 1917 bis 1936 arbeitete Hill in Washington als Sekretär von US-Senator Duncan U. Fletcher. Überdies fungierte er von 1917 bis 1921 als Beamter (Clerk) im Handelsausschuss des Senats und war in gleicher Funktion von 1933 bis 1936 für den Bankenausschuss tätig.
Am 1. Juli 1936 wurde Hill nach Duncan Fletchers Tod zu dessen Nachfolger ernannt. Er nahm die Aufgaben des Senators kommissarisch bis zum 3. November desselben Jahres wahr und schied nach der Wahl von Claude Pepper zum offiziellen Nachfolger aus dem Kongress aus. Danach betätigte er sich wieder als Anwalt, bis er 1947 in den Ruhestand ging.